# Йохан Адам фон Фюнфкирхен
Йохан Адам фон Фюнфкирхен (на немски: Johann Adam Graf von und zu Fünfkirchen; * 1696, † 14 март 1748) е граф от род Фюнфкирхен в Долна Австрия и в Чехия, от 1738 г. главен комисар на Вайнфиртел.

## Произход
Той е големият син на граф Йохан Леополд Ернст фон Фюнфкирхен (1665 – 1730) и съпругата му графиня Мария Естер Анна Паар († 1725), дъщеря на Карл Франц Паар († 1661/73/78), имперски граф (от 1636), граф на Бохемия (от 14 февруари 1654), палатине, и Франтишка Поликсена зе Швамберка († 1704). Брат е на Йохан Франц фон Фюнфкирхен (1709 – 1782).
- Дворец Фюнфкирхен, резиденция на фамилията от 1603 до 1970
- Дворец Фюнфкирхен или дворец Щайнебрун ок. 1925
- Дворец Хлумец в Чехия

## Фамилия
Йохан Адам фон Фюнфкирхен се жени 1719 г. за графиня Мария Ернестина фон Залм-Райфершайт-Бедбург (* 16 юли 1693; † 25 юни 1730), дъщеря на алтграф Франц Вилхелм фон Залм-Райфершайт-Бедбург (1672 – 1734) и първата му съпруга графиня Мария Анезка Агата Славата (1672 – 1718). Те имат една дъщеря:
- Мария Анна (Антония) фон Фюнфкирхен (* 6 август 1736; † 1799), омъжена на 24 февруари 1754 г. за граф Карл Игнац фон Клари и Алдринген в Ной-Бистриц (* 5 ноември 1729; † 6 юни 1791)[4]